# 福克Dr.I战斗机
福克Dr.I戰鬥機是福克飛機公司繼福克E單翼戰鬥機後又一作為第一次世界大戰時期德意志帝國空軍的主力戰鬥機。
福克公司在福克E單翼戰鬥機後所研發的戰鬥機皆不順利，以至主力戰鬥機的位置被讓給信天翁公司的信天翁D戰鬥機，直至福克Dr.I戰鬥機後才重奪聲威，這種機戰的設計深受英國索普威斯三翼機的影響，但其設計又比之更優秀，许多著名飞行员都曾驾驶过这款战斗机，如绰号红男爵的曼弗雷德·冯·里希特霍芬，由于机身轻巧、升力大，福克Dr.I具有很高的爬升率和机动性，在空中格斗中表现突出。

## 基本資料
- 機長:5.77米
- 翼展:7.2米
- 機高:2.95米
- 翼面積:18.7平方米
- 空重:406公斤
- 載重:586公斤

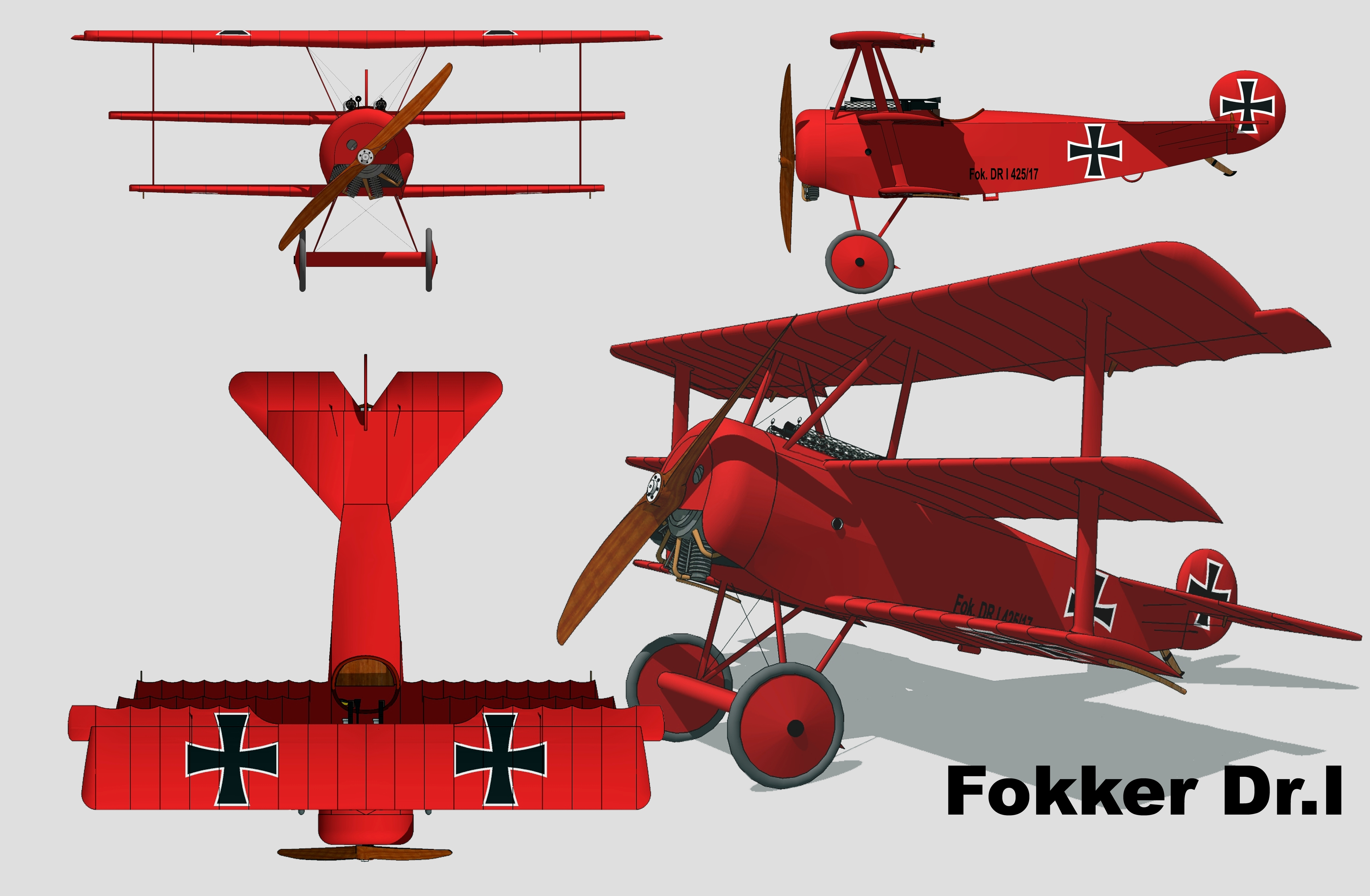
福克D-VII戰鬥機彩色四視圖

- 發動機:1俱9汽缸風冷式發動機(馬力=110匹)
- 最快時速:185公里/小時
- 失速速度:72公里/小時
- 零升力阻力系数:0.0323
- 阻力面積:0.62平方米
- 展弦比:4.04
- 升阻比:8.0
- 昇限:6095米
- 航程:300公里
- 武裝:2支7.92毫米口徑IMG08風冷式機槍
- 乘員:1人

## 研發簡史和設計

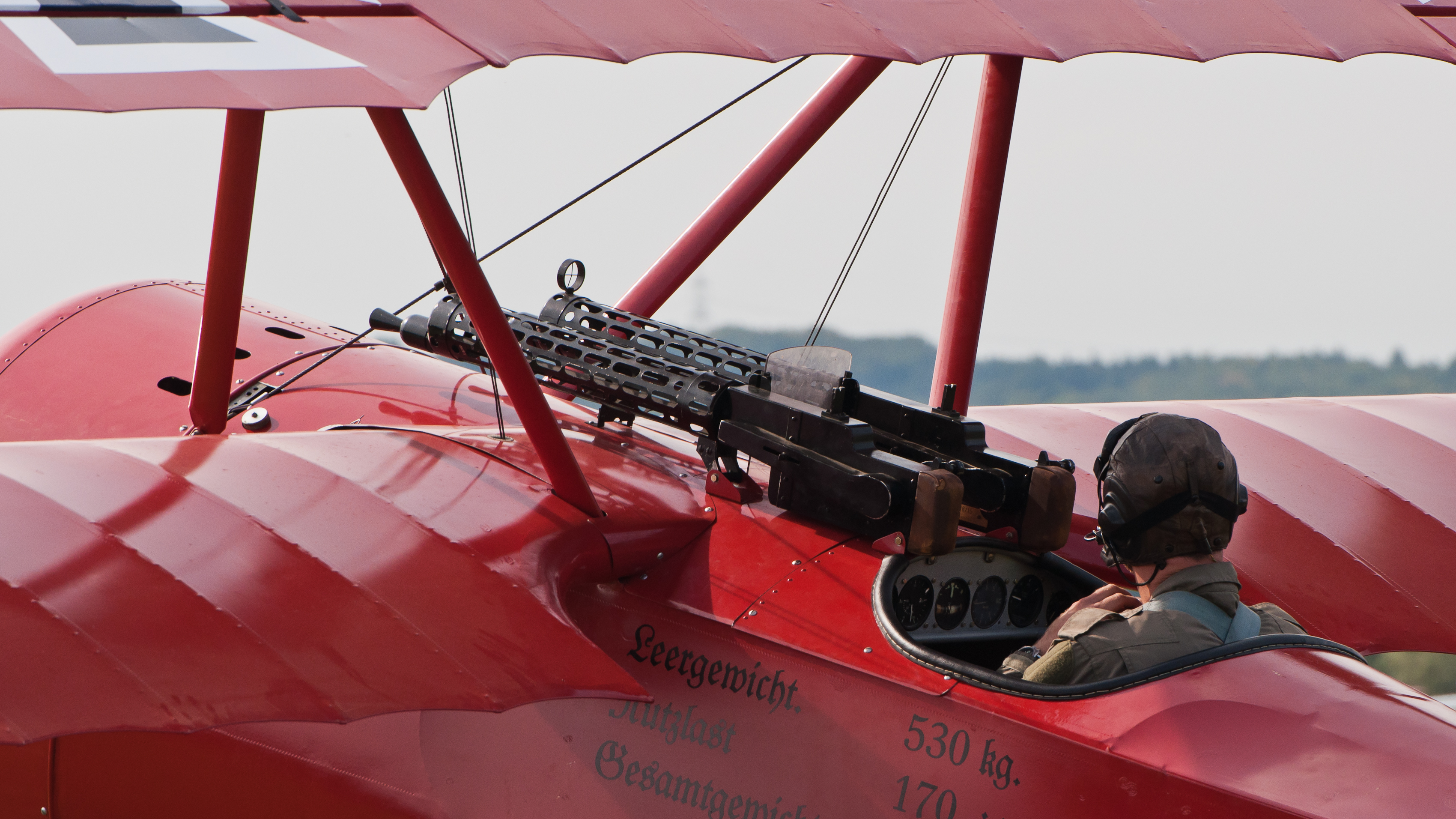
福克Dr.I战斗机有兩支IMG-08機槍，與之相比，英國索普威斯三翼機祇有一支機槍

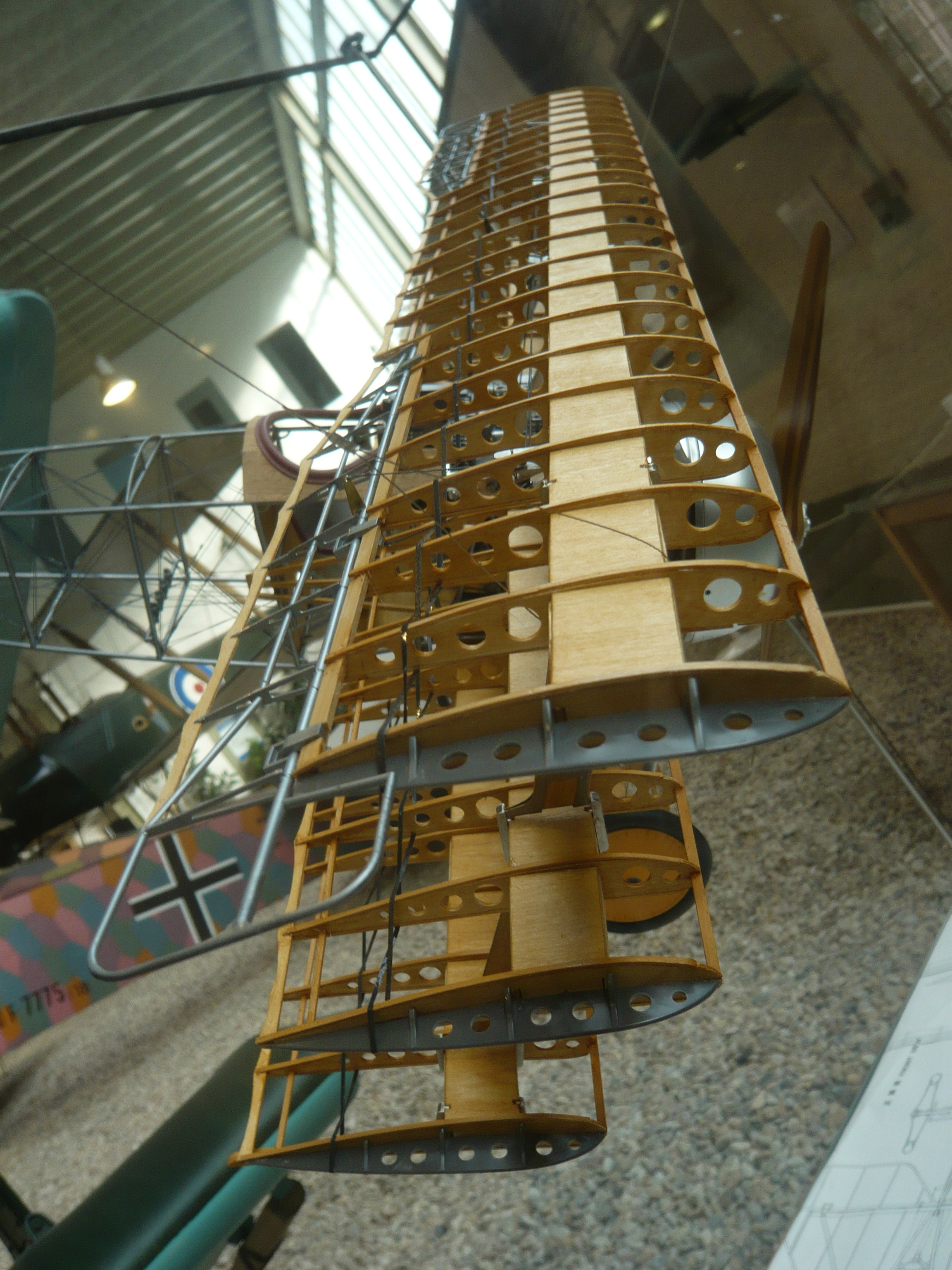
福克Dr.I战斗机的機翼結構

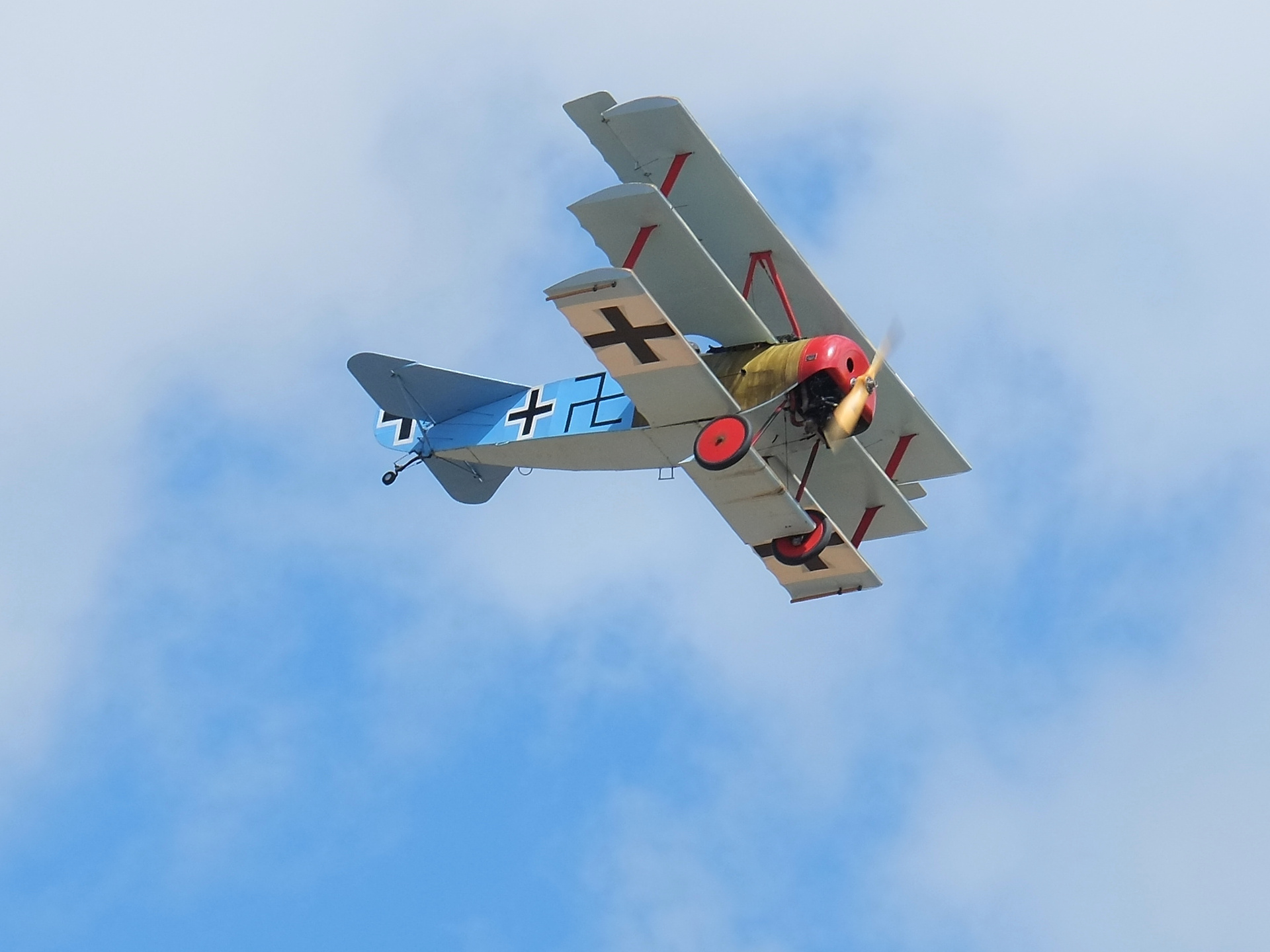
福克Dr.I战斗机的三個機翼是最上方最長，中間次之，最下方最短

1917年2月在西線上空出現了英國索普威斯三翼機，它在爬升能力和轉彎格鬥能力都超越了德國空軍主力的信天翁D戰鬥機，令一眾德軍飛行員都陷入苦戰。但不久，一架索普威斯三翼機意外地落入德軍手中，德國飛機工程師們立即對其進行詳細研究，以至多家德國飛機製造廠都推出了自己的三翼機，最終都是由福克公司獲得採用，福克Dr.I战斗机的設計雖受到索普威斯三翼機的影響但絕非簡單的仿製。
福克Dr.I战斗机的三個機翼是最上方最長，中間次之，最下方最短，這樣兼顧了大升力和減少衍生阻力，而且在起落架之間還有一小塊機翼可以產生升力，於是它可說是四翼機，如此的設計給予它大昇力而有著優良的轉彎格鬥性能，它所有金屬張線都內藏以進一步減少空氣阻力，再配合射擊同步系統和以之匹配的兩挺機槍而有著精準凶猛的攻擊火力，與之相比，英國索普威斯三翼機祇有一支機槍。
福克Dr.I战斗机的缺點是座艙窄小而且機槍位置太接近飛行員，若飛行員緊急降落有可能會撞上機槍，福克Dr.I战斗机採用的發動機並非德國國貨而是法國製造，德國人需要秘密地從中立國進口，再加上此發動機需要品質較佳的燃料，這些都成為使用上的困難。
福克Dr.I战斗机的機翼以木夾板作為骨架外覆帆布而且比當時的飛機要厚20%，在三塊機翼之間又有支柱，因此其機翼本應結構堅固，原本以為飛行員可以安心做高速俯衝而無需擔心機翼會斷裂，但在實戰當中仍接二連三發生機翼斷裂事故，在一次大戰後才查明由於上機翼的結構受力最大，日子久了會出現細微裂痕並漸漸引致結構疲勞而導致上機翼斷裂。

### 三翼機的優點和缺點
三翼機的優點是在發動機馬力不大時以多翼面來產生大昇力，令飛機的轉彎能力增強也就是可以在小半徑轉彎，對戰鬥機來說即是有好的轉彎格鬥能力，但缺點就是迎風阻力增加而不利高速，在第一次世界大戰後飛機發動機的馬力普遍增強，三翼機的優點不再突出，反而速度慢的缺點為人垢病，故之後幾乎再無國家推出三翼機。
德国空军采用福克Dr.I战斗机的一个动机，是虽未完全但却较好解决了当时普遍存在的断翼问题。一战飞机普遍以木质框架敷以帆布张力蒙皮，在轰炸、侦查时尚无大的问题，但作为战斗机使用时，飞行员在紧急情况下本能的做大幅机动，甚至不惜将飞机陷入尾旋以躲避敌机，木框布蒙皮结构经常在大幅机动时，从翼梁根部折断，各国均有王牌飞行员因此丧生，为此各国都在寻找解决方法，增加机翼张线也是一法但增加了风阻。采用三翼的动机，是在力学上，三片短翼在总翼面积与单、双翼相同时，同过载下，翼梁根部受的扭矩更低。一战后飞机速度提高，机翼结构普遍转向木框架、前缘木蒙皮后缘布蒙皮，至金属框架半木半布蒙皮，木蒙皮的使用同时改善了高速时布蒙皮振颤问题、和过载时分担了大梁扭力，此后三翼因过于复杂，并且上、下翼分别阻挡了上下方视线，遂不再采用。

## 實戰

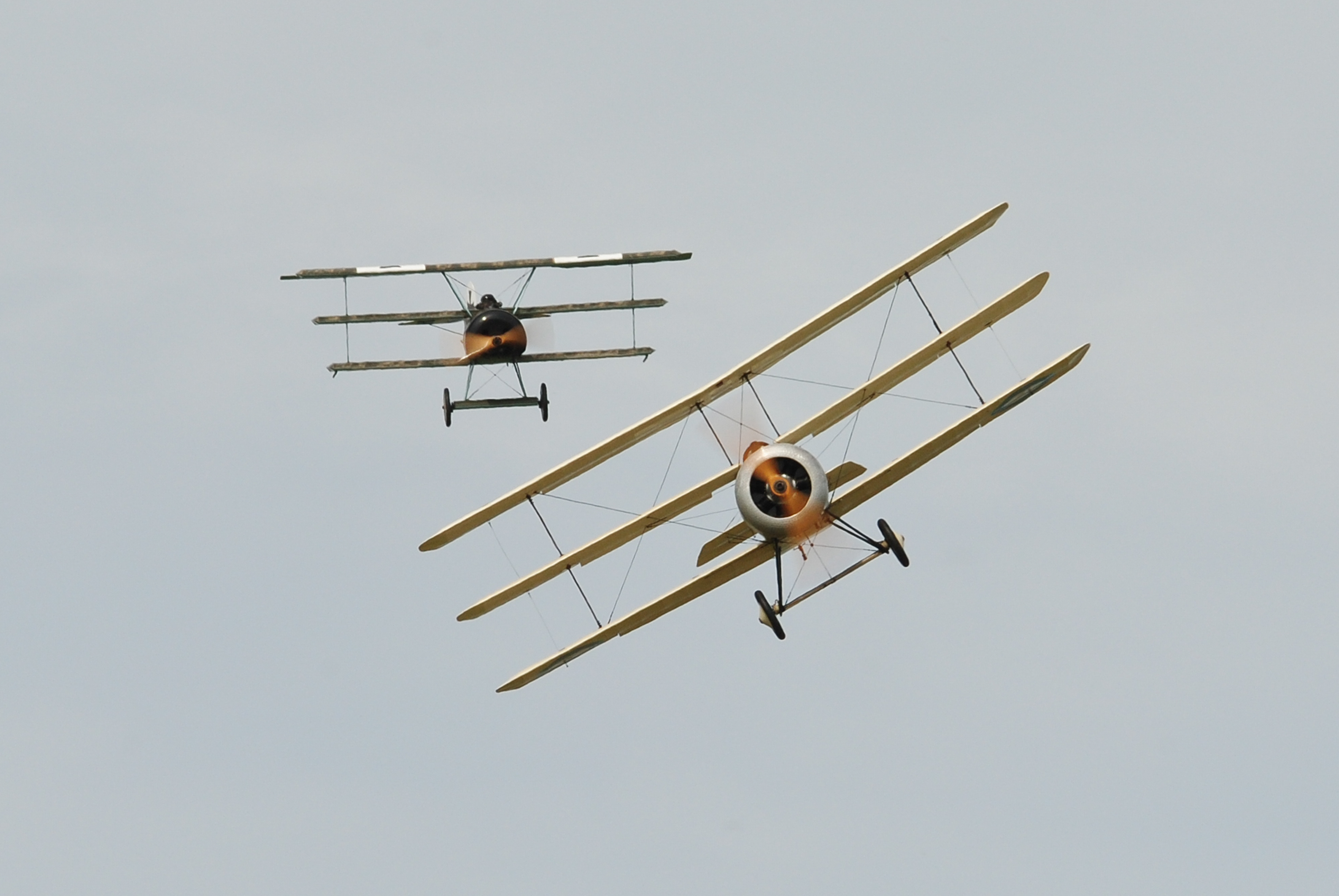
福克Dr.I战斗机与索普威斯三翼機

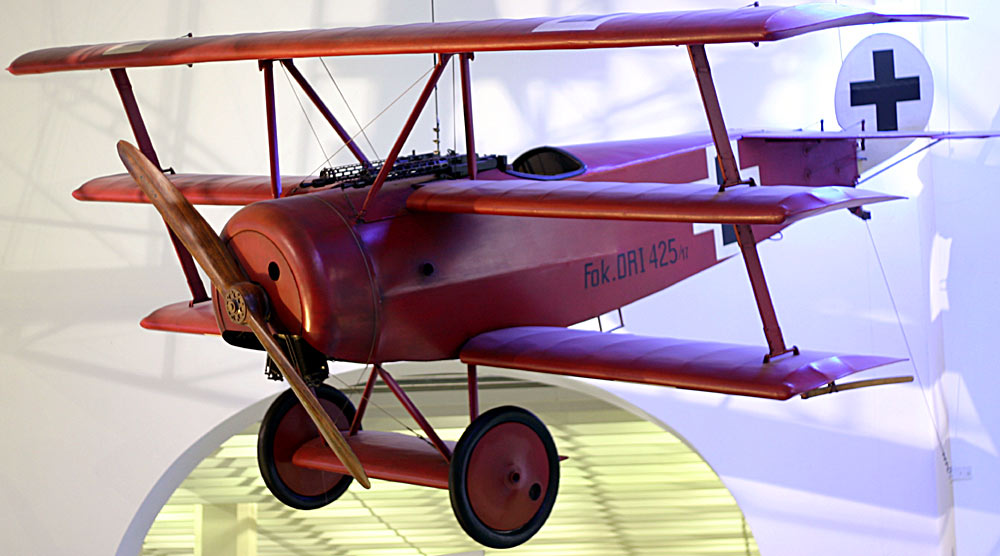
福克Dr.I战斗机當中以紅男爵里希特霍芬的紅色機戰最有名

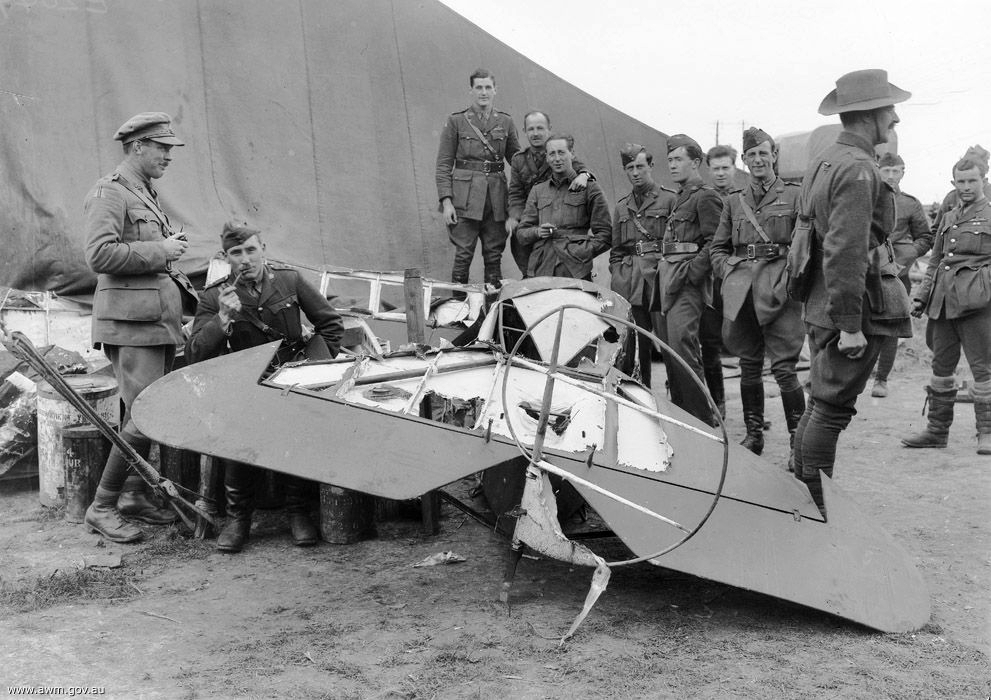
紅男爵死后，而其紅色戰機被澳洲士兵撕成碎片作為紀念品

第一個裝備福克Dr.I战斗机的就是由里希特霍芬做隊長的JG-1聯隊，由於里希特霍芬的座機都是紅色的，所以，他被稱為「紅男爵」，1917年9月1日，紅男爵駕駛他的紅色福克Dr.I战斗机擊落一架英軍雙座機而英軍機員竟然事先毫無反應，故他們應該把新上場的福克Dr.I战斗机當成索普威斯三翼機，兩日後(9月3日)，紅男爵又擊落了一架英軍小狗式戰鬥機，他高興地對軍方要求各戰鬥機隊應全部換成福克Dr.I战斗机，但之後他暫時離隊，其職位由维尔纳·福斯（Werner Voss）和庫爾特·沃爾夫接手，其中维尔纳·福斯從9月3日至23日駕駛福克Dr.I战斗机擊落了7架敵機並且在來訪的奧匈帝國皇儲面前進行飛行表演，然而在9月23日，福斯就在一場以一敵八的懸殊空戰中戰死。儘管如此，福斯與福克三翼機的奮戰得到了與之交戰的英國皇家空軍王牌飛行員們的尊敬。
1918年4月21日，重回戰場的里希特霍芬又駕駛著他那架紅色福克Dr.I战斗机在索姆河地區上空追擊一架加拿大空軍的駱駝式戰鬥機但不幸被從後趕來的加拿大飛行員布朗擊落，他和他的紅色戰機跌落一處由澳洲士兵駐守的陣地，紅男爵死后其紅色戰機也被澳洲士兵撕成碎片作為紀念品，紅男爵曾駕駛這架紅色戰機和之前的那架又是紅色的信天翁D戰鬥機總共擊落了80架敵機。
在德國空軍飛行員當中駕駛福克Dr.I战斗机擊落最多敵機的不是里希特霍芬而是約瑟夫·卡爾·雅各布斯（Josef Karl Jocobs），他駕駛福克Dr.I战斗机擊落了30架敵機。
總的來說，福克Dr.I战斗机雖然仍有機翼斷裂的潛在隱患但以其優秀的小半徑轉彎能力而震驚了協約國飛行員，以至英軍高層發出「不要與福克Dr.I战斗机比拼空中格鬥」，但到了1918年福克Dr.I战斗机已開始落伍，同年6月後更退出第一線而作為後方的教練機。

## 著名飛行員

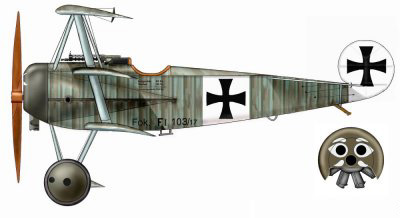
维尔纳·福斯的福克Dr.I战斗机

- 曼弗雷德·馮·里希特霍芬
- 维尔纳·福斯
- 約瑟夫·卡爾·雅各布斯（英语：Josef Jacobs）

## 使用國家
- 德意志帝國

## 流行文化
- 由於獨特的三翼造型與(里希特霍芬座機)鮮明的紅色機身，福克Dr.I成為了一次世界大戰的代表性形像之一與辨識度極高的複翼戰鬥機代表。
- 在2008年有部以里希特霍芬的事跡做主題的電影《紅男爵》上映，當中有福克Dr.I战斗机出場。
- 在2016年由DICE制作的游戏《Battlefield 1》中，玩家可以使用福克Dr.I进行作战